# پل زک

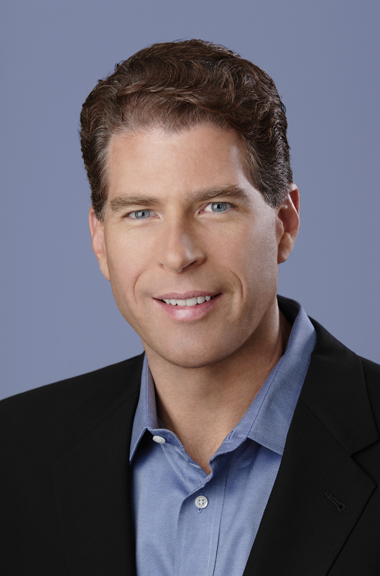
پل زک

پل ج. زک (به انگلیسی: Paul J. Zak)، متولد ۹ فوریه ۱۹۶۲ در سنتاباربارا در کالیفرنیا، از بنیان‌گذاران اقتصاد عصبی است.
وی مدارج کارشناسی اقتصاد و نیز ریاضیات خود را از دانشگاه ایالتی سن دییگو دریافت نمود، و دارای دکترای اقتصاد از دانشگاه پنسیلوانیا است. او سپس فوق دکترا و یک دوره فلوشیپ را در رشتهٔ مغز و اعصاب در بیمارستان عمومی ماساچوست گذراند.
تحقیقات وی در مورد مولکول اکسیتوسین و تاثیرات آن بر روابط انسانی، اقتصادی، و اجتماعی جنجال‌برانگیز بوده‌اند.